# ISS Propulsion Module

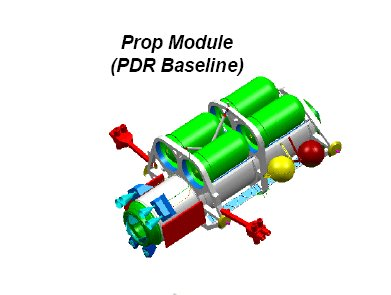
ISS Propulsion Module

Das ISS Propulsion Module (IPM, engl., etwa ISS-Antriebsmodul) war als Ersatzlösung für das Swesda-Modul der Internationalen Raumstation und für die Progress-Transporter vorgesehen. Stattdessen werden nur die russischen Module Swesda und Progress, von 2008 bis 2015 unterstützt durch das europäische Automated Transfer Vehicle Automated Transfer Vehicle, für die wichtigen Funktionen wie Standortbestimmung, Navigation, Steuerung und Antrieb eingesetzt. Falls das Swesda-Modul beim Start verloren gegangen wäre oder dessen Start sich verzögert hätte, wäre das IPM zum Einsatz gekommen. Damit hätte die ISS ihre Flughöhe und Lage regulieren können, einen Treibstofftank besessen und sich näherndem Weltraumschrott ausweichen können. Vor dem Einsatz des IPM wäre jedoch zuerst das Interim Control Module gestartet worden, das aber nur eine maximale Lebensdauer von drei Jahren hat. 
Die ISS braucht jedes Jahr durchschnittlich 7000 kg Treibstoff zum Halten der Flughöhe, für Ausweichmanöver und zum Halten der Position. Es sind mehrere Versorgungsflüge pro Jahr erforderlich, um diesen Bedarf zu decken. Ein IPM hätte Reservetreibstoff für ein Jahr zur Verfügung stellen können, falls die Versorgung abgebrochen wäre.
Das IPM sollte etwa 9808 kg Treibstoff fassen. Im Vergleich dazu kann ein Progress-M- 1200 kg und ein Progress-M1-Raumschiff 1950 kg Treibstoff fassen. Das Automated Transfer Vehicle der ESA fasst 4700 kg und das nicht zum Einsatz gekommene ICM hätte 5000 kg Treibstoff transportieren können. Mit dem Space Shuttle wurde die Höhe der ISS typischerweise mit 232 kg Treibstoff angehoben, maximal je nach Mission aber auch mit bis zu 1626 kg. Das Sarja-Modul der ISS fasst 5500 kg und das Swesda-Servicemodul 860 kg Treibstoff. Es wird jedoch generell versucht, die Haupttriebwerke beider Module als Reserve zu behalten, da diese eine begrenzte Lebensdauer haben.
Das IPM war neben der Verwendung als Ersatz für das Swesda-Modul der ISS auch als eigene, US-amerikanische Antriebsmöglichkeit vorgesehen und hätte die ISS später ergänzen können. Allerdings gab es Budgetüberschreitungen und Verspätungen bei der Planung. Als Alternative wurde der „Node-X“-Entwurf erwogen. Hiefür wäre ein unpassend fabrizierter Rumpf, der eigentlich für das Harmony- oder das Tranquility-Modul vorgesehen war, verwendet worden. Dabei sollten zwei abnehmbare Treibstofftanks zum Einsatz kommen, die mit einem Space Shuttle transportiert worden wären. Der Austausch der Tanks hätte Probleme beim Umpumpen von Treibstoff zwischen den Tanks im Weltraum vermieden. Der Node-X wurde später aus den Plänen gestrichen, stattdessen muss sich die ISS auf den Antrieb von Progress (ehemals auch ATV) verlassen. Im Zuge der Stilllegung der Shuttles wäre eine weitere Umgestaltung notwendig gewesen.